# México lindo y querido
«México lindo y querido» es una canción tradicional mexicana del género ranchero y mariachi, fue escrita por el compositor mexicano Chucho Monge y hecha famosa por Jorge Negrete, aunque los primeros que la grabaron fueron el trío Tariacuri en 1945. Es ampliamente conocida entre el mundo hispanohablante como canción representativa de México, y en ese país, como canción de orgullo patriota y de nostalgia por la tierra natal.
Cuando Jorge Negrete falleció el 5 de diciembre de 1953, en Los Ángeles, California, Estados Unidos, fue llevado su cuerpo a México y esta canción fue tocada y cantada en su funeral.
Actualmente, la canción se ha convertido en un himno popular en las celebraciones mexicanas, especialmente durante las fiestas del día de la Independencia Mexicana.
La canción también ha sido interpretada por cantantes como Vicente Fernández, María José Quintanilla o Pepe Aguilar.